# فالويركانيس
بلدية فالويركانيس (بالإسبانية: Valluércanes)‏, هي إحدى بلديات مقاطعة برغش, التي تقع في منطقة قشتالة وليون, والتي تقع في شمال غرب إسبانيا.
يبلغ عدد سكانها 108 نسمة وفقاً لإحصائية سنة (2002).